# 울라나라 할라
울라나라 할라(烏拉那拉氏, 만주어: ᡠᠯᠠ
ᠨᠠᡵᠠ
ᡥᠠᠯᠠ Ula Nara Hala)는 오라씨(烏喇氏)라고도 한다.

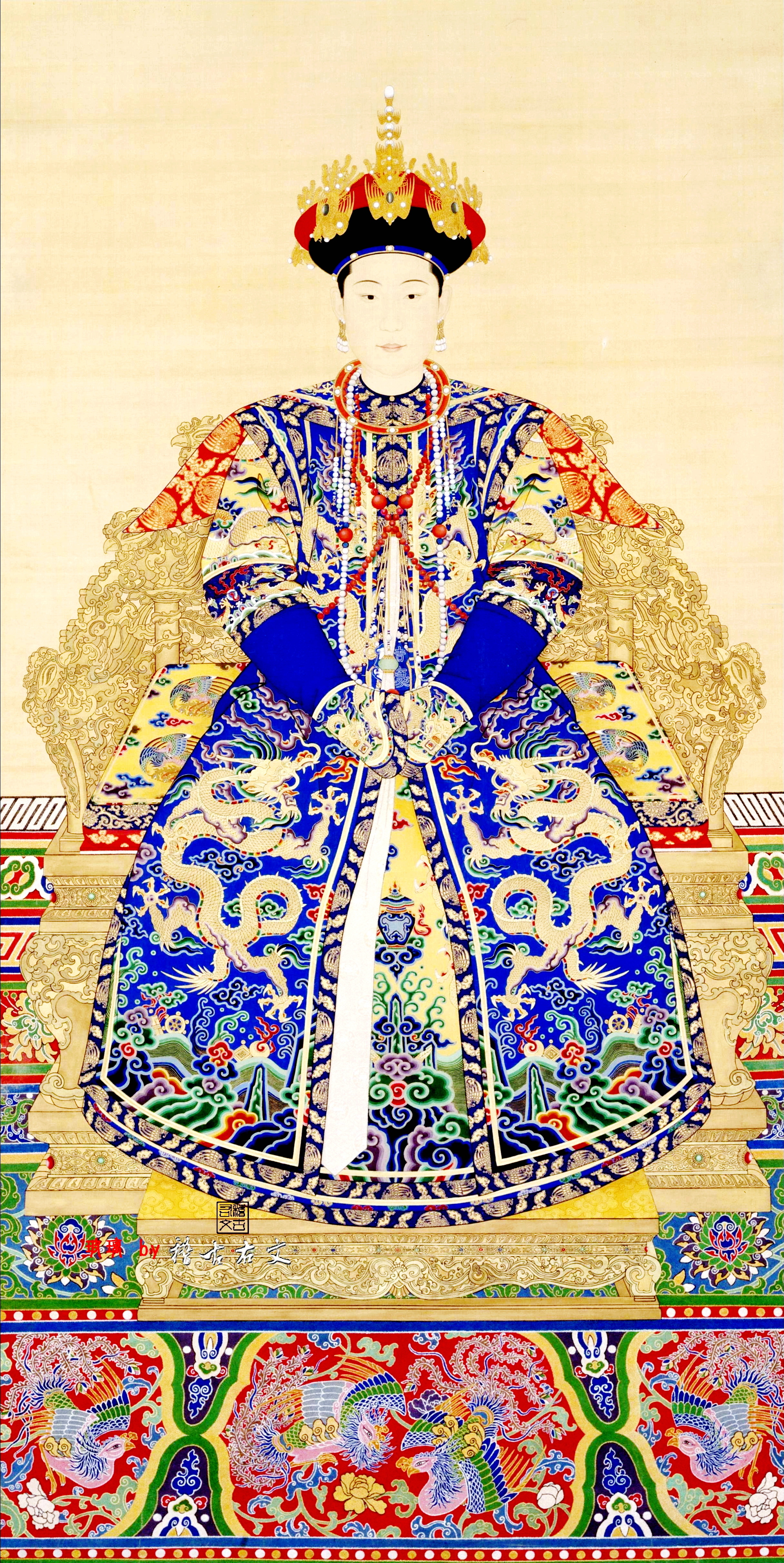
효경헌황후(孝敬憲皇后,

만주족 나라 할라의 지파로 울라(烏拉, Ula)의 마지막 버이러(貝勒, Beile)인 부잔타이(布占泰, 만주어: ᠪᡠᠵᠠᠨᡨᠠᡳ Bujantai)의 후손 가문이 소장하고 있던 『오랍합살호패륵후배당책(烏拉哈薩虎貝勒後輩檔冊)』에 따르면, 그 시조는 금나라(金)의 황족 완안(完顔)씨의 후손인 나치불루(納奇卜祿, 만주어: ᠨᠠᠴᡳᠪᡠᠯᡠ Nacibulu)로 16세기 후반 훌룬(呼倫)국이 울라 기야(烏拉街, 만주어: ᡠᠯᠠ
ᡤᡳᠶᠠᡳ Ula Giya) 일대로 이동하면서 형성되었다.
누르하치(努爾哈赤, Nurhaci)의 본래 세력 기반인 건주여진(建州女眞)의 니루(만주어: ᠨ᠋ᡳᡵᡠ Niru) 편성을 대체로 기존 조직을 기반으로 했고, 니루의 규모도 다른 여진족보다 컸다. 그러나 통일 전쟁에서 저항이 심했던 해서여진(海西女眞)은 이와 달랐다. 누르하치는 복속된 해서여진을 대대적으로 이주시키는 정책을 실시했을 뿐만 아니라, 해서여진이 자신들만의 니루를 구성하는 것을 경계했다. 자발적으로 누르하치를 따르거나 과거의 친교 관계를 유지해 온 소수의 해서여진을 제외하고 대부분은 조각조각 분리되어 건주여진 니루에 배속되었다.

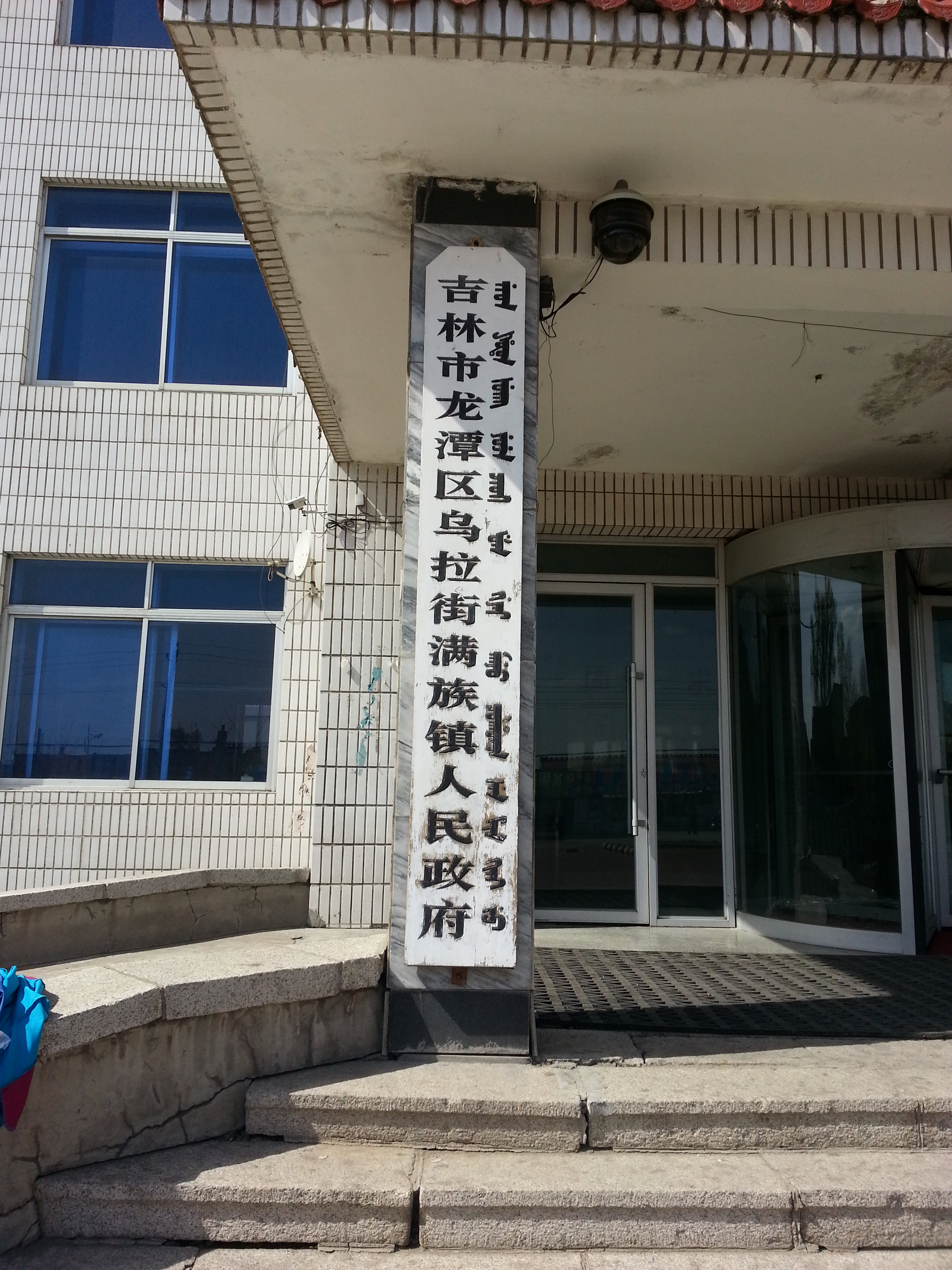
길림시(吉林市) 오랍가만족진(烏拉街滿族鎭, 울라 기야 만주족 진) 정부

누르하치는 이런 방식으로 팔기(八旗)를 조직함으로써 통일된 여진족의 결합력을 강화하고 반란 가능성을 제거하였다.
신해혁명으로 청(淸)이 와해된 이후 공화정이 실현되지 못하고 군벌의 통치가 뒤를 이었으며 민족 차별 정책이 수반되었다. 전국 각지의 주방팔기(駐防八旗)들은 서안·남경·항주·형주 등지에서 무고한 만주족 관병을 살해하는 사건이 도처에서 일어났다. 이에 따라 만주인들은 어쩔 수 없이 한족(漢族)의 성씨로 바꾸는 경우가 적지 않았다. 만주족이 많은 북경(北京)에서는 대대로 고위 관직에 있어 성씨를 바꿀 수 없었던 소수를 제외한 대다수 만주인들은 족속과 성씨를 바꾸는 숫자가 적지 않았다. 그렇지 않을 경우 만주인들은 호구할 길이 없었으며 직장이나 일자리도 잃어버리곤 하였다. 따라서 중화민국이 건립되자 대부분의 울라나라씨는 조(趙)씨로 바꾸고, 일부는 동(桐)이나 강(相)을 성으로 사용했다.